# The Very Best of the Bee Gees
The Very Best of the Bee Gees es un álbum compilatorio de las canciones más populares de los Bee Gees. Fue lanzado al mercado en 1990 bajo el sello Polydor Records en los formatos de LP, casete y CD. Tuvo una mayor propaganda en Reino Unido, donde fueron lanzados un vinilo de 12" y un CD, ambos promocionales con los temas How Deep Is Your Love, Too Much Heaven, You Should Be Dancing Remix (Sólo en el LP) y To Love Somebody.

## Lista de canciones
1. "New York Mining Disaster 1941"
2. "To Love Somebody"
3. "Massachusetts"
4. "World"
5. "Words"
6. "I've Gotta Get A Message To You"
7. "First Of May"
8. "Don't Forget To Remember"
9. "Saved By The Bell"
10. "Run To Me"
11. "Jive Talkin'"
12. "Nights On Broadway"
13. "You Should Be Dancing"
14. "How Deep Is Your Love"
15. "More Than A Woman"
16. "Stayin' Alive"
17. "Night Fever"
18. "Too Much Heaven"
19. "Tragedy"
20. "You Win Again"
21. "Ordinary Lives"

- Datos: Q896455